# Oak Grove (Carolina del Sud)
Oak Grove és una concentració de població designada pel cens dels Estats Units a l'estat de Carolina del Sud. Segons el cens del 2000 tenia 8.183 habitants.

## Demografia
Segons el cens del 2000, Oak Grove tenia 8.183 habitants, 3.368 habitatges i 2.320 famílies. La densitat de població era de 468,8 habitants/km².
Dels 3.368 habitatges en un 32,3% hi vivien nens de menys de 18 anys, en un 52,9% hi vivien parelles casades, en un 12,7% dones solteres, i en un 31,1% no eren unitats familiars. En el 25% dels habitatges hi vivien persones soles el 7,9% de les quals corresponia a persones de 65 anys o més que vivien soles. El nombre mitjà de persones vivint en cada habitatge era de 2,43 i el nombre mitjà de persones que vivien en cada família era de 2,9.
Per edats la població es repartia de la següent manera: un 24,2% tenia menys de 18 anys, un 7,2% entre 18 i 24, un 35,2% entre 25 i 44, un 23,6% de 45 a 60 i un 9,8% 65 anys o més.
L'edat mediana era de 36 anys. Per cada 100 dones de 18 o més anys hi havia 91,9 homes.
La renda mediana per habitatge era de 42.338 $ i la renda mediana per família de 48.904 $. Els homes tenien una renda mediana de 31.511 $ mentre que les dones 25.845 $. La renda per capita de la població era de 19.509 $. Entorn del 2,6% de les famílies i el 4,8% de la població estaven per davall del llindar de pobresa.

## Poblacions més properes
El següent diagrama mostra les poblacions més properes.